# Стелла (фильм, 1955)
«Стелла» (греч. Στέλλα) — греческий кинофильм 1955 года, в котором главную роль исполнила Мелина Меркури. Он считается одной из наиболее важных кинолент в истории развития греческого кинематографа. Фильм является вольным пересказом трагедии «Кармен». Постановку фильма осуществил кипрский режиссёр Михалис Какояннис, который совместно с Яковосом Кампанеллисом также написал сценарий. Музыку сочинил известный греческий композитор, лауреат премии «Оскар», Манос Хадзидакис.
«Стеллу» изначально планировали ставить на театральных подмостках (пьеса должна была называться «Стелла с красными перчатками»), но в итоге она никогда не была сыграна на сцене. Сама история стала прекрасной основой для дебюта в кино тридцатипятилетней театральной актрисы Мелины Меркури. Её первая роль в кино оказалось удачной. Фильм вызвал большие споры у греческих кинокритиков, но позже его включили в число пяти лучших греческих фильмов за всю историю кинематографа.
В 1955 году на Каннском кинофестивале, где состоялась премьера «Стеллы», Меркури встретила своего будущего мужа, режиссёра и продюсера Жюля Дассена, который позже снимал её в нескольких своих фильмах в главных ролях. Они стали её лучшими ролями в кино.

## Сюжет
Стелла, главная героиня фильма, работает певицей, поющей в стиле ребетика. Несмотря на то, что она любит футболиста Милтоса, Стелла постоянно отказывается принять его руку и сердце. Когда наконец-то Милтос уговаривает её стать его женой, Стелла опять показа свой нрав, не явившись на венчание в церковь, хотя он её предупреждал, что если она не станет его женой, то он её убьёт. В конце фильма Милтос убивает Стеллу ножом.

## В ролях
- Мелина Меркури — Стелла
- Йоргос Фунтас — Милтос
- Алекос Александракис — Алекос
- Христина Калогерику — мать Милтоса
- Вула Зубулаки — Анетта
- Дионисис Папаяннопулос — Мицос
- Тассо Каввадиа — сестра Алекоса
- Нитса Паппа — Эвтерпи
- Костас Помонис — отец Алекоса
- Костас Каккавас — Антонис
- София Вембо — Мария